# Eau de goudron

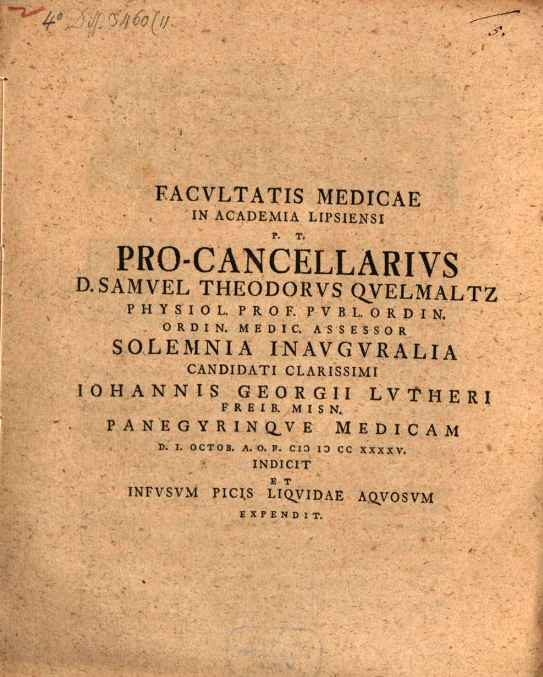
Un traité allemand du XVIII sur l'eau de goudron.

L'eau de goudron est un médicament de la renaissance, décrit au XVIIIe siècle par George Berkeley et utilisé jusqu'au début du XXe. Son usage est varié ; ses propriétés sont vantées. Dès le XIXe siècle, des critiques apparaissent sur l'efficacité thérapeutique du produit.

## Description

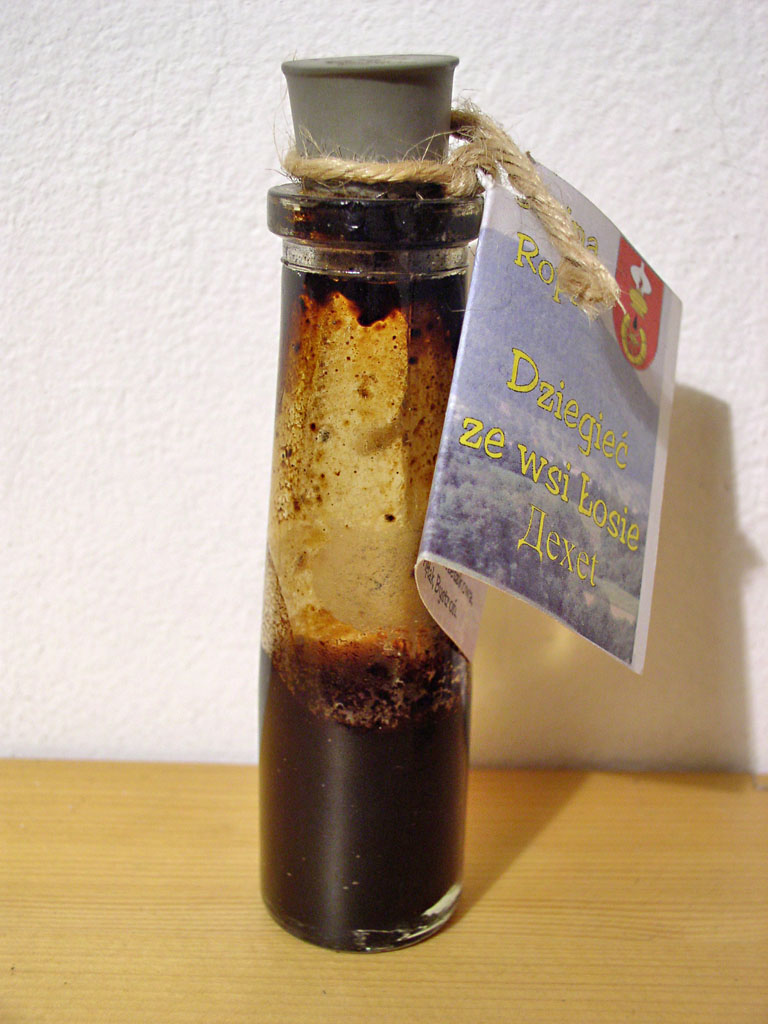
Goudron d'arbre

L'eau de goudron est un médicament médiéval au goût infect, composé d'eau dans laquelle a macéré du goudron de Norvège, c'est-à-dire du goudron de pin ou du goudron de bouleau, ou un mélange des deux.

## Histoire

### Moyen Âge
L'eau de goudron est attestée en médecine médiévale[réf. souhaitée]. Sous le nom d’aqua picea ou d’aqua picis liquidae, son usage s'est répandu en Angleterre dans la seconde moitié du XVIIIe siècle.

### Temps modernes et renaissance
George Berkeley entreprend une étude à son sujet, qu'il publie en 1743 dans son ouvrage Siris: a Chain of Philosophical Reflexions and Inquiries Concerning the Virtues of Tar Water, and Divers Other Subjects Connected Together and Arising one from Another.
George Berkeley note que le remède est utilisé mi-XVIIIe en Amérique, à titre préventif ou curatif contre la variole. Il décrit son utilisation dans une large variété de cas : comme anti-inflammatoire, contre le rhume, comme antipyrétique ou encore contre le scorbut.
À la même époque, le médecin Cadwallader Colden vante les mérites de la résine de pin macérée dans de l'eau.
Pour l'écrivain Henry Fielding, l'eau de goudron est une panacée pour traiter les œdèmes; il relate sa correspondance à ce sujet avec Berkeley dans l'ouvrage Voyage à Lisbonne.
En France, le traducteur de Siris note en avant-propos que le remède était inconnu, bien que le goudron végétal soit répandu.
L'eau de goudron est l'un des sujets qui passionnent le monde des lumières et Siris de Berkeley, aujourd'hui guère étudié, y est son ouvrage le plus à la mode. La recherche d'une panacée n'avait rien d'insolite et était l'une des préoccupations de l'époque ; pour la chercheuse en philosophie Geneviève Brykman, Berkeley « s’inspire d’une connaissance précise de l’ « âme du monde » des Anciens ou de l’ « esprit » chez les philosophes italiens de la Renaissance, pour établir la fonction de l’éther comme instrument divin, cet éther devenant le lien fondamental entre les divers éléments de la chaîne des êtres. ».

### XIXesiècle
L'usage de l'eau de goudron est attesté, tant dans l'Angleterre victorienne, que sur le continent.
Jean-Louis Hanin, dans Cours de matière médicale, Volume 1, 1819, donne une liste extensive des usages thérapeutiques de l'eau de goudron (aqua picea), préparé en battant pendant un quart-d'heure un mélange d'une part de résine et quatre parts d'eau.
Louis Jacques Bégin note en 1830 que l'eau de goudron est une « liqueur préparée en faisant digérer pendant plusieurs jours du goudron pur dans de l'eau commune » tandis qu'un dictionnaire de botanique belge édité par Auguste Drapiez et Achille Richard de 1837 propose comme recette « On prépare l'Eau de goudron en faisant macérer 1 p. de goudron dans 32 p. d'eau, et en filtrant. » tout en notant une critique : « On a préconisé en Angleterre l'emploi de la vapeur du goudron dans la phtisie pulmonaire ; mais ce moyen ne parait mériter aucune confiance. ».
L'extraction du goudron avec l'eau ne se fait pas par une recette standardisée et sa composition n'est pas constante. En 1865, R.W. Opwijrda, pharmacien à Nimègue, aux Pays-Bas, plaide pour une composition constante, et donne une liste de recettes pour Aqua picis communis, Aqua picis concentrata, syrupus picis, une variante en poudre ou pastilles nommée tabule e pice et une variante eau balsamique de goudron (aqua balsamia picis, élathine ou syrop d'élathine) obtenue par ajout d'acide nitrique pendant l'extraction.
Alors que la répression de la masturbation est à son apogée, paraît en 1877 à Paris le Dictionnaire de médecine et de thérapeutique médicale et chirurgicale. L'eau de goudron, parmi d'autres remèdes allant jusqu'à fouetter l'enfant, l'attacher à son lit ou lui enfiler des gants pour qu'il ne puisse plus toucher ses parties génitales, est proposé comme prophylaxie.

### Fin duXIXeet début duXXesiècle
Les pastilles de goudron, meilleure forme galénique que l'eau de goudron, vont dès 1887 être commercialisés en grand par Auguste-Arthur Géraudel, pharmacien de Sainte-Ménehould grâce à une publicité hors pair pour les Pastilles Géraudel.
En Belgique, les eaux des sources de Spa, aujourd'hui vendue sous la forme d'eau minérale, sont associées à du goudron, pour former les « pilules Spa-Goudron », vendues en pharmacie. Elles sont recommandées contre la toux et le rhume.

## Critiques
Louis Vitet (1736-1809) dans sa Pharmacopée de Lyon écorne la réputation du breuvage:
« L'eau dans laquelle on a agité longtemps du goudron, excite à un degré médiocre le cours des urines, procure des nausées, altère, cause du dégoût pour les aliments; rarement elle chasse les graviers contenus dans les reins et la vessie; elle ne favorise point la détersion des ulcères du poumon et des autres parties internes; elle ne calme point la toux catarrhale et l'asthme pituiteux. On peut, au reste, consulter l'ouvrage sur le goudron, du célèbre docteur George Berkley, évêque de Cloyne »

## L'eau de goudron dans les œuvres de fiction
Dans l'ouvrage de Charles Dickens Les Grandes Espérances, le jeune Pip et son beau-frère Joe se voient contraint d'en ingurgiter par Mrs Joe, la sœur ainée de Pip, que ceux-ci soient ou non malades, comme cruel châtiment.